# Gualala (kommun)
Gualala är en kommun i Honduras.   Den ligger i departementet Departamento de Santa Bárbara, i den västra delen av landet, 140 km nordväst om huvudstaden Tegucigalpa. Antalet invånare är 4 509.